# 維亞切斯拉夫·內霍達
維亞切斯拉夫·安德羅諾維奇·內霍達（羅馬化：Viacheslav Andronovych Nehoda；1957年5月25日—），乌克兰政治人物，無黨籍。自2024年8月24日起担任特諾皮爾州國家管理局主席（特諾皮爾州州長）。並曾於2014年至2019年間擔任發展、建設、住房和公共服務部副部長以及在2019年至2023年1月24日期間擔任烏克蘭社區及領土發展部副部長。

## 教育
1974年至1980年修讀於基辅土木工程学院，建筑学专业。1996年至2000年再于利維夫國立伊凡·弗蘭科大學主修法学。再後來於2021年獲得烏克蘭總統國家公共行政學院的公共行政和管理学學位。